# Mel Lewis

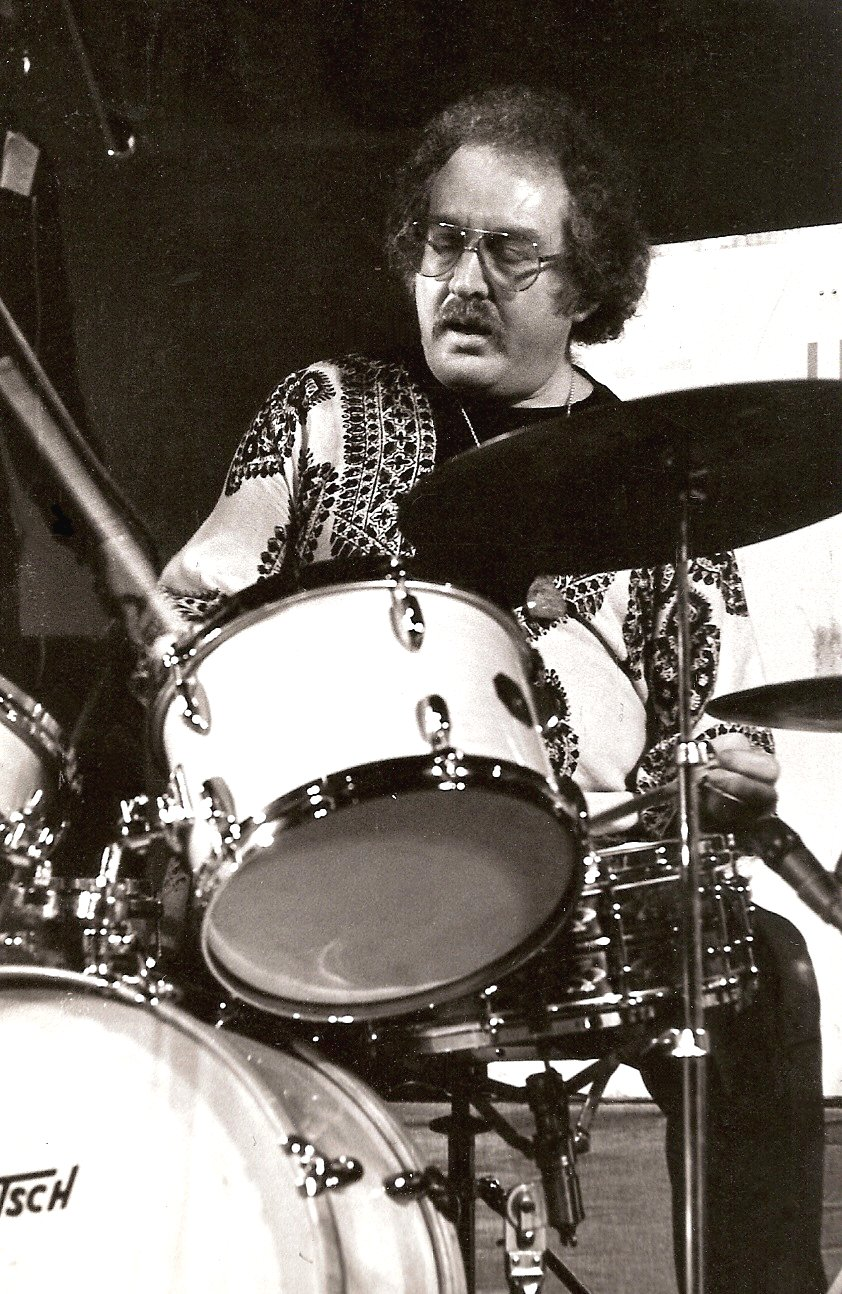
Mel Lewis (1979)

Mel Lewis (* 10. Mai 1929 in Buffalo, New York, USA als Melvin Sokoloff; † 2. Februar 1990 in New York, NY) war ein US-amerikanischer Jazz-Schlagzeuger.

## Leben und Werk
Lewis begann im Alter von fünfzehn Jahren professionell zu arbeiten und trat mit den Big Bands von Boyd Raeburn, Alvino Rey, Ray Anthony und Tex Beneke auf. Von 1954 bis 1957 war er Mitglied des Ensembles von Stan Kenton. 1957 übersiedelte er nach Los Angeles, wo er erste Studioaufnahmen einspielte und mit den Big Bands von Terry Gibbs und Gerald Wilson, dem Pianisten Hampton Hawes und dem Posaunisten Frank Rosolino arbeitete und mit Bill Holman eine eigene Combo leitete. In dem Melodram Rivalen von 1958 hatte Lewis eine kleine Rolle als Mitglied einer Jazzband. Frank Sinatra, Tony Curtis und Natalie Wood waren in den Hauptrollen besetzt.
1960 ging er nach New York und spielte in der Gerry Mulligan Concert Jazz Band. Mit Dizzy Gillespie unternahm er 1961 eine Europatournee und mit Benny Goodman 1962 eine Tournee durch die Sowjetunion. 1965 gründete er mit Thad Jones das Thad Jones/Mel Lewis Orchestra, das er, nachdem Jones 1978 unerwartet nach Dänemark übersiedelte, bis zu seinem Tod leitete. Das Orchester war eine Institution in der US-amerikanischen Jazz-Szene und trat mit Musikern wie den Trompetern Bill Berry, Danny Stiles, Richard Williams, Marvin Stamm, Snooky Young und Jon Faddis, den Posaunisten Bob Brookmeyer, Jimmy Knepper, Quentin Jackson und Benny Powell, den Saxophonisten Jerome Richardson, Jerry Dodgion, Eddie Daniels, Joe Farrell, Pepper Adams und Billy Harper, den Pianisten Hank Jones, und Roland Hanna und den Bassisten Richard Davis und George Mraz auf; einer der Arrangeure war Jorge Anders. Als Vanguard Jazz Orchestra beging es 2005 sein vierzigjähriges Bestehen.
Das Orchester gab seit seinem Bestehen regelmäßig die Monday Night Gigs im Village Vanguard, unter dem Namen Mel Lewis Jazz Orchestra wurde diese Tradition unter Lewis’ Leitung fortgesetzt. In Europa arbeitete er ab 1986 auch mit dem Joe Haider Orchestra dessen Album als beste Big-Band-Aufnahme des Jahres 1988 den Deutschen Schallplattenpreis erhielt. Lewis trat im Dezember 1989 zum letzten Mal im Village Vanguard mit dem Mel Lewis Orchestra auf. Anfang 1990 reiste er zu einer Versammlung der International Association for Jazz Education nach New Orleans und trat mit seiner Band auf. Es war sein letzter Auftritt, am 2. Februar erlag er einem Krebsleiden.

## Auswahldiskographie
- 1956 – Got´Cha (Frsh Sound Records) mit Richie Kamuca, Pepper Adams
- 1957 – Mel Lewis (Mode/Fresh Sound) mit Charlie Mariano, Marty Paich
- 1976 – New Life – Dedicated to Max Gordon (A&M Records/Horizon Records)
- 1983 – The Lost Art (MusicMasters)
- 1985 – 20 Years At The Village Vanguard (Atlantic)
- 1988 – The Definitive Thad Jones – Vol. 1 & 2 (MusicMasters) mit Joe Lovano
- 2016 – All My Yesterdays: The Debut 1966 Recordings at the Village Vanguard (Resonance Records)

## Publikation
- Clem DeRosa, Mel Lewis: It's Time: For the Big Band Drummer. Kendor Music, Delevan (N.Y) 1978.